# Stefan Beinlich
Stefan Beinlich (ur. 13 stycznia 1972 w Berlinie Wschodnim) – były niemiecki piłkarz występujący na pozycji pomocnika.

## Kariera klubowa
Beinlich karierę rozpoczynał jako junior w enerdowskim Dynamie Berlin. W 1986 roku przeszedł do juniorskiej ekipy klubu SG Bergmann-Borsig, a w 1990 roku został włączony do jego pierwszej drużyny. Grał w niej przez rok. W 1991 roku podpisał kontrakt z angielską Aston Villą. Spędził tam trzy sezony. W tym czasie rozegrał tam 18 spotkań i zdobył jedną bramkę.
W 1994 roku Beinlich powrócił do Niemiec, gdzie został zawodnikiem drugoligowej Hansy Rostock. W 1995 roku awansował z nią do Bundesligi, a w klasyfikacji strzelców 2. Bundesligi zajął 3. miejsce (15 bramek). W Bundeslidze zadebiutował 12 sierpnia 1995 w przegranym 1:2 spotkaniu z Bayerem 04 Leverkusen. 29 sierpnia 1995 roku w wygranym 3:2 meczu z Borussią Dortmund strzelił dwa gole, które były jego pierwszymi w trakcie gry Bundeslidze.
Latem 1997 roku Beinlich przeszedł do innego pierwszoligowca, Bayeru Leverkusen. Pierwszy ligowy mecz zaliczył tam 1 sierpnia 1997 roku przeciwko FC Schalke 04 (1:2). W 1999 roku oraz w 2000 roku wywalczył z klubem wicemistrzostwo Niemiec. Przez trzy lata w barwach Bayeru rozegrał 80 ligowych spotkań i strzelił w nich 24 gole.
W 2000 roku Beinlich podpisał kontrakt z Herthą Berlin, również występująca w Bundeslidze. W 2001 roku oraz w 2002 roku zdobył z nią Puchar Ligi Niemieckiej. W 2003 roku odszedł do Hamburgera SV, również z Bundesligi. W tym samym roku wygrał z nim rozgrywki Pucharu Ligi Niemieckiej. W 2006 roku zajął z nim 3. miejsce w lidze. W tym samym roku powrócił do Hansy Rostock występującej w 2. Bundeslidze. W 2007 roku wywalczył z nią awans do Bundesligi, a w 2008 roku zakończył karierę.

## Kariera reprezentacyjna
W reprezentacji Niemiec Beinlich zadebiutował 2 września 1998 roku w wygranym 2:1 towarzyskim meczu z Maltą. W drużynie narodowej występował do 2000 roku i w tym czasie zagrał w niej 5 razy.